# Kalle och Hobbe
Kalle och Hobbe, eng. Calvin and Hobbes, tecknad serie skapad av Bill Watterson om sexåringen Kalle och hans tygtiger, Hobbe. Serien producerades mellan 1985 och 1995.

## Handling
Serien handlar om den brådmogne och hyperaktive Kalle, vars fantasi och intelligens bara överträffas av kärleken till vännen Hobbe, en tygtiger som i Kalles fantasi är en riktig tiger. Han bor tillsammans med sin mamma och pappa i en förort. Medan Kalle går i lågstadiet, jobbar pappa och mamma är hemmafru. Pappan gillar att slå i Kalle lögner om livet, medan mamman mest är trött på Kalles ständiga påhitt.
I Kalles fantasi förvandlas han till figurer som dinosaurier, superhjälten Kollosalpojken (tidigare känd som Häpnadsmannen) rymdhjälten Spiff, film noir-deckaren Tracer Bullet (ibland känd som Kalle Hammare), sin egen dubbelgångare, eller en ond gud som ödelägger hela sandlådan. I seriens fantasi-element, som ofta har en komisk koppling till verkligheten, byts ofta stilen på seriens teckningar till till exempel realism eller kubism.
I övrigt bygger serien mycket på Kalles minspel, och Hobbes kyliga analyser av Kalles väl entusiastiska och naiva påhitt. Men det finns också mycket romantik i Kalles kärlek till Äventyret och gör-vad-du-vill-filosofi.

### Kalleboll
Kalleboll, (eng. Calvinball), är en sport som Kalle och Hobbe spelar. Kalleboll är skapat som motpol till alla nuvarande sporter. Kalle anser nämligen att sporter är för hårt styrda av regler varför Kalleboll har en minst sagt dynamisk regelbok. Det finns en huvudregel som aldrig får ändras eller ifrågasättas: Alla spelare måste bära en Kalleboll-mask, som kan liknas vid en tvättbjörnsmask. Spelare i Kalleboll kan när som helst under spelets gång skapa en ny regel och välja om motspelarna ska få kännedom om regeln eller inte. En annan viktig komponent i Kalleboll är att samma regel inte får användas två gånger. Bill Watterson har sagt att man helt enkelt hittar på reglerna medan man spelar.

## Seriefigurer
- Kalle (Calvin) - En självupptagen, impulsiv, upprorisk och lättretad men även intelligent och godhjärtad sexåring med en bred vokabulär, livlig fantasi och många alias.
- Hobbe (Hobbes) - Kalles tygtiger; hans bästa vän.
- Mamma - Kalles mamma. En hemmafru som dagligen får tampas med sonens upptåg.
- Pappa - Kalles pappa. En medelklassman som gärna meddelar hur gärna han haft en hund istället för sin ostyriga son. Arbetar som patentjurist.
- Sussi (Susie Derkins) - Den ambitiösa och aningen cyniska grannflickan som trivs i skolan och ofta faller offer för Kalles bus, men som lika ofta ger igen ett par snäpp värre.
- Rigmor (ibland Rosalyn) - Kalles barnvakt. Den enda som kan hantera Kalle och som han också fruktar. Hon har en pojkvän som heter Charlie, som hon ibland pratar i telefon med medan hon agerar barnvakt.
- Olle (Moe) - Mobbaren som tvingar till sig pengar, leksaker och gungor av Kalle och som har skäggväxt i lågstadiet.
- Lärarinnan (miss Wormwood) - En hårt prövad kvinna som skickar Kalle till rektorn vid varje tillfälle hon får, och längtar till pensionen.
- Rymdmannen Spiff (Spaceman Spiff) - Ett av Kalles alter ego. Personer som Kalles mamma, pappa, lärare och klasskamrater poserar ofta som otäcka rymdmonster som måste besegras.
- Häpnadsmannen (Stupendous Man) - Ett annat av Kalles alter ego, en superhjälte med röd mask och cape.
- Kalle Hammare (Tracer Bullet) - Ännu ett av Kalles många alter ego, en privatdetektiv som tar sig an de mest knepiga fall.

## Publicering
Serien om Kalle och Hobbe publicerades som dagsstripp världen över under tio år, från den 18 november 1985 till den 31 december 1995, men har även givits ut i olika samlingsalbum. Bill Watterson beslutade dock att avsluta serien den 31 december 1995. Sedan dess publiceras repriser i dags- och serietidningar.
I maj 2020 startade Apart förlag en kickstarter-kampanj för att samla ihop pengar för att ge ut samtliga seriestripar som publicerats. Kampanjen stöddes av 1.534 personer som tillsammans bidrog med 2,5 miljoner kronor.